# Asociaciones de superdotados
Las asociaciones de superdotados son organizaciones que limitan la incorporación a personas que hayan alcanzado un determinado percentil en un test de CI, lo cual incluiría en teoría a las personas más inteligentes del mundo. La asociación más antigua, más grande y más conocida de este tipo, es Mensa Internacional, fundada en 1946 por Roland Berrill y Dr. Lancelot Ware. Otras asociaciones pioneras fueron Intertel (fundada en 1966), la International Society for Philosophical Enquiry (fundada en 1974) y la Triple Nine Society (fundada en 1978).
En otros países existen a su vez instituciones para personas con sobrecapacidad intelectual, como en España con la "Asociación Española de Niños Superdotados", o en México donde se encuentra el "Grupo Alianza Mexicana por la Sobredotación" el cual es el organismo más grande de América Latina que atiende a niños y jóvenes con estas capacidades intelectuales sobresalientes, de este grupo el más conocido es el Centro de Atención al Talento (CEDAT).

## Finalidad
La mayoría de las asociaciones de superdotados buscan facilitar la interacción entre miembros, ya sea con motivos de investigación o simplemente por razones sociales. Algunas (como Mensa Internacional) fomentan el análisis de la naturaleza misma de la inteligencia. Muchas sociedades publican un boletín o periódico. Otras se dedican a realizar labores de intervención educativa y de investigación en el subgrupo de los niños superdotados (como el Grupo Alianza Mexicana por la Sobredotación).
Muchas personas superdotadas desean compartir experiencias e intereses comunes, incluyendo discusiones especiales o abstractas, como también problemas y dificultades, dentro de grupos de discusión y encuentros.

## Requisitos para entrar
En general, superar un test de inteligencia que sitúe al candidato en el percentil que cada asociación estipule.
- Mensa Internacional un CI igual o mayor a 130 o un percentil de 98%.[3]
- Intertel pide un CI igual o mayor a 135 o un percentil de 99%.[4]
- Triple Nine Society un CI igual o mayor a 146 o un percentil de 99.9%.[5]
- International Society for Philosophical Enquiry un CI igual o mayor a 146 o un percentil de 99.9%.[6]

## México
En México se propuso la creación de un Día Nacional del Sobredotado, por parte del Grupo Alianza Mexicana por la Sobredotación. Dicha propuesta ha sido aceptada por miles de personas y se encuentra en proceso de aceptación oficial. Con lo que un organismo de sobredotados podrá lograr, por primera vez, el reconocimiento a nivel nacional de un día dedicado a las personas con Inteligencia Sobresaliente.